# Большая четвёрка (британские железнодорожные компании)
«Большая четвёрка» (англ. Big Four) — общепринятое название четырёх крупнейших железнодорожных компаний Великобритании в период с 1923 по 1947 год. Название впервые использовал журнал The Railway Magazine в номере за февраль 1923 года: «Большая четвёрка новой железнодорожной эры» (англ. The Big Four of the New Railway Era).
В «Большую четвёрку» входили:
- Great Western Railway (GWR)
- London, Midland and Scottish Railway (LMS)
- London and North Eastern Railway (LNER)
- Southern Railway (SR)

Эти компании были образованы из более мелких железных дорог в соответствии с Законом о железных дорогах 1921 года, вступившего в силу 1 января 1923 года.
1 января 1948 года в соответствии с Законом о транспорте 1947 года железнодорожные компании Великобритании были национализированы, войдя в состав единой компании British Railways.

## Описание
Три крупнейшие компании: GWR, LMS и LNER — занимались перевозкой грузов (в первую очередь угля) и дальними пассажирскими перевозками. Southern Railway, напротив, отдавала преимущество местным пассажирским перевозкам, которые, несмотря на меньший размер компании, составляли более четверти общего пассажиропотока Великобритании. Это объясняется тем, что в зону ответственности компании вошли многочисленные железнодорожные линии в пригородах Лондона, а также в других густонаселенных частях страны. Для снижения издержек SR проводила активную политику электрификации.
GWR была единственной компанией, которая сохранила фирменный стиль, распространив его на все поглощённые компании. Остальные придерживались принципа сохранения за поглощёнными компаниями популярных фирменных стилей. SR сохранила децентрализацию, не объединяя доставшиеся ей в наследство три железнодорожные сети. LMS долго пыталась примирить различные традиции, особенно в локомотивостроении, справившись с этим вопросом только к 1932 году, когда главным механиком компании был назначен Уильям Станир, пришедший из GWR. LNER так и не смогла стать прибыльной — этот факт отчасти объясняется огромными долгами, полученными в наследство от  Great Central Railway, осуществившей затратный проект по расширению сети до Лондона.

## Совместная деятельность
Хотя номинально оставаясь конкурентами, четыре компании вместе работали над проектами, имеющие значение для железнодорожной отрасли в целом.
Во время Второй мировой войны руководство железнодорожными компаниями было объединено, и фактически они действовали как единое целое под руководством Железнодорожного исполнительного комитета. Правительство заключило с железными дорогами контракт с 1 января 1941 года до истечение года после окончания войны. Взамен выплачивалась фиксированная годовая ссумма в 43 468 705 фунтов стерлингов, которая делилась между компаниями по установленной формуле.
Железнодорожную комиссию возглавил Эрнест Лемон, в её задачи входило послевоенное планирование и реконструкция железных дорог. В комиссии также работали представители «Большой четвёрки» и Лондонского совета по пассажирскому транспорту.

### Совместные линии
Каждая компания совместно с одной и более компаниями использовала некоторые линии — ситуацию возникла, когда бывшие совладельцы этих линий оказались в различных объединённых компаниях. Большинство таких линий располагалось вблизи границ между двух и более компаний, но существовали и значимые линии и в глубине железнодорожных зон.
После объединения количество совместно используемых линий было значительно сокращено, но заметное количество осталось, в том числе Cheshire Lines Committee, Forth Bridge Railway Company, Midland and Great Northern Joint Railway (все совместно использовались LMS и LNER),  Somerset and Dorset Joint Railway (совместно использовались LMS и SR). Midland and Great Northern Joint Railway протяжённостью свыше 290 км являлась крупнейшей совместно эксплуатируемой железнодорожной сетью в Великобритании, она тянулась от Питерборо до побережья Восточной Англии. Сеть полностью перешла во владение LNER в 1936 году. Somerset and Dorset Joint Railway соединяла Бат и Борнмут, на остальной территории в этой зоне доминировала GWR. При этом LMS на данной линии отвечала за локомотивы, а SR — за инфраструктуры. Изначально дорога использовала собственные локомотивы, но в 1930 году они вошли в парк LMS. Дальнейшее упрощение железнодорожной сети, о необходимости которого говорилось в течение длительного времени, не было достигнуто вплоть до национализации. До настоящего времени в совместном использовании остаётся Fishguard & Rosslare Railways & Harbours Company, которое после провозглашения независимости Ирландии получило международных характер.

### Дорожный транспорт
«Большая четвёрка» унаследовала развитую сеть автобусных маршрутов, по которым пассажиры добирались до станций. После 1928 года железнодорожные компании стали приобретать большинство акций в местных автобусных компаниях, таких как Bristol Tramways and Carriage Company, Crosville и United Automobile Services. Однако участие железнодорожных компаний в автобусных предприятиях претерпело изменения в период 1928—1930 годов. Юридические полномочия железнодорожников выполнять автобусные перевозки были сомнительны, и для их определения был принят закон, и железные дороги были лишены правы приобретать контрольные пакеты автобусных компаний. Это привело к заключению партнерских соглашений с автобусными группами:  British Electric Traction, Scottish Motor Traction Thomas Tilling и National Omnibus and Transport Company (последнюю вскоре поглотил Tilling). Железные дороги отказалась от контрольных пакетов акций, продав уже приобретённые, но получили миноритарные пакеты в объединённых группах. Общие инвестиции в автобусные предприятия затронули 33 компании.
Там, где железнодорожные перевозки осуществляла только одна компания, договоры были двусторонними. Когда же в регионе действовали две компании, они обе приобретали миноритарные пакеты и заключали многостороннее соглашение. Так, например, получилось с  Devon General и Thames Valley Traction (совместно GWR и SR), Crosville и Midland Red (совместно GWR и LMS),  Eastern Counties, Eastern National, East Midland Motor Services, Hebble Motor Services, Lincolnshire Road Car, Trent Motor Traction, West Yorkshire Road Car, Yorkshire Traction и Yorkshire Woollen District Transport (совместно LMS и LNER). LMS и LNER вместе с местной администрацией вошли в состав Объединённых автобусных комитетов Галифакса и Шеффилда.
В октябре 1933 года железнодорожные компании совместно приобрели  Hay's Wharf Cartage Company Ltd., которой принадлежали транспортные компании Pickfords и Carter Paterson.

### Прочая деятельность
Авиаперевозки стали ещё одним направлением сотрудничества. GWR, LMS и SR приобрели British and Foreign Aviation, Ltd. «Большая четвёрка» совместно с Imperial Airways сформировала Railway Air Services Ltd. Channel Island Airways, Ltd. и её дочерние подразделения Jersey Airways, Ltd. и Guernsey Airways, Ltd. полностью принадлежит GWR и SR.

## В составе British Railways

E — Восточный регион
NE — Северо-восточный регион
LM — Лондонско-мидлендский регион
S — Южный регион
Sc — Шотландский регион
W — Западный регион

Зоны деятельности компаний «Большой четвёрки» в составе British Railways были преобразованы в железнодорожные регионы:
- GWR стала Западным регионом;
- английская и валлийская части LMS стали Лондонско-мидлендским регионом;
- северо-восточная зона LNER стала Северо-восточным регионом;
- оставшаяся английская часть LNER (бывшая южная зона) стала Восточным регионом
- SR стала Южным регионом
- зоны LMS и LNER в Шотландии были объединены в Шотландский регион;
- принадлежавший LMS Northern Counties Committee в Северной Ирландии был передан только что созданной Транспортной администрации Ольстера и остаётся отделённым от британской железнодорожной сети до настоящего времени.

Регионы, в 1950-е годы получившие значительные полномочия в виде учреждения Региональных железнодорожных советов, прекратили деятельность после реформы 1980-х годов и были окончательно отменены в период перед приватизацией железных дорог в 1992 году.